# 1. deild 1965
La 1. deild 1965 fu la 54ª edizione della massima serie del campionato di calcio islandese disputata tra il 20 maggio e il 26 settembre 1965 e conclusa con la vittoria del KR, al suo diciannovesimo titolo.
Capocannoniere del torneo fu Balðvin Balðvinsson (KR) con 11 reti.

## Formula
Come nella stagione precedente le squadre partecipanti furono sei e si incontrarono in un turno di andata e ritorno per un totale di dieci partite.
L'ultima classificata retrocedette in 2. deild karla.
Le squadre qualificate alle coppe europee furono due: i campioni alla Coppa dei Campioni 1966-1967 mentre i vincitori della coppa nazionale alla Coppa delle Coppe 1966-1967.

## Squadre partecipanti
| Club     | Città     | Stadio | Posizione 1964     |
| -------- | --------- | ------ | ------------------ |
| Fram     | Reykjavík |        | 5°                 |
| KR       | Reykjavík |        | 3°                 |
| Valur    | Reykjavík |        | 4°                 |
| ÍA       | Akranes   |        | 2°                 |
| ÍBA      | Akureyri  |        | 2. deild           |
| Keflavík | Keflavík  |        | Campione d'Islanda |

## Classifica finale
|  | Pos. | Squadra  | Pt | G  | V | N | P | GF | GS | DR |
|  | ---- | -------- | -- | -- | - | - | - | -- | -- | -- |
|  | 1.   | KR       | 13 | 10 | 5 | 3 | 2 | 22 | 15 | +7 |
|  | 2.   | ÍA       | 13 | 10 | 6 | 1 | 3 | 24 | 16 | +8 |
|  | 3.   | Keflavík | 11 | 10 | 4 | 3 | 3 | 18 | 13 | +5 |
|  | 4.   | ÍBA      | 11 | 10 | 5 | 1 | 4 | 14 | 19 | -5 |
|  | 5.   | Valur    | 7  | 10 | 3 | 1 | 6 | 19 | 23 | -4 |
|  | 6.   | Fram     | 5  | 10 | 2 | 1 | 7 | 10 | 19 | -9 |

Legenda:
      Ammesso alla finale
      Ammesso alla Coppa delle Coppe
      Retrocesso in 2. deild karla
Note:
Due punti a vittoria, uno a pareggio, zero a sconfitta.

### Spareggio scudetto
| Reykjavík 3 settembre 1965 | KR | 2 – 1 | ÍA | Laugardalsvöllur |

### Verdetti
- KR Campione d'Islanda 1965 e qualificato alla Coppa dei Campioni
- ÍBA qualificato alla Coppa delle Coppe
- Fram retrocesso in 2. deild karla.